# Château de Carles
Pour les articles homonymes, voir Carles.
Le château de Carles est un château situé dans la commune de Saillans, en Gironde.

## Localisation
Sur la route départementale D 18E1 au nord du bourg de Saillans.

## Historique et description
La construction du château actuel commence durant la guerre de Cent Ans, au début du XIVe siècle. La partie la plus ancienne est la tour carrée Sud - il y en avait deux à l'origine - tour couronnée de mâchicoulis qui supportent un chemin de ronde. Sur la façade nord, deux grosses tours rondes percées de meurtrières datent de cette époque. La façade sculptée nord est postérieure de près d'un siècle.
C'est à la fin de la guerre de Cent Ans que Carles connut ses premières heures de gloire.
En 1451, Jean de Dunois, le bâtard d'Orléans, compagnon de Jeanne d'Arc, qui venait de s'emparer de Blaye, passe par Carles, avant de s'attaquer à la forteresse de Fronsac, tenue par les Anglais du capitaine Strangeway qui doit s'incliner après de rudes combats, laissant Bordeaux à découvert. La capitale de la Guyenne anglaise capitulera à son tour, quelques semaines plus tard. Pourtant, les Léopards, menés par le vieux et célèbre John Talbot et appelés par les bourgeois de Bordeaux repartent à l'attaque et reprennent Fronsac, défendue par 600 lances sous les ordres du capitaine Rouault, qui trouve refuge à Carles.
Le château fut vraisemblablement construit par la famille Carles, qui en tout cas le possédait à la fin du XVe siècle. C'est une grande famille bordelaise L'un de ses membres les plus connus fut le chanoine Vital Carles, chantre de la cathédrale Saint-André de Bordeaux et qui fonda l'hôpital Saint-André. Une des belles rues de la ville perpétue sa mémoire. Deux autres membres de cette famille furent jurats de Bordeaux, Jean de Carles, président du Parlement de Bordeaux sous François 1er, François de Carles et un troisième, Lancelot de Carles, évêque de Riez en 1560, mort en 1568, fut aumônier et confesseur de Charles IX. Ce dernier demeure connu comme poète et familier de la Pléiade.
Au XVIe siècle, le rôle militaire du château de Carles s'est peu à peu estompé, mais la demeure bientôt s'illustre sur le plan intellectuel et littéraire.
En effet, le premier titre de gloire de cette maison est d'avoir accueilli Montaigne et La Boétie. Deux sœurs, demoiselles de Carles, épousèrent l'une Étienne de La Boétie et l'autre Thomas Eyquem, frère de Michel de Montaigne. Marguerite de Carles, veuve d'Etienne de La Boétie, hérita le château en 1567.
À la fin du XVIIe siècle, le château est passé à la famille d'Ayde, puis au XVIIIe au comte de Saujon, originaire de Saintonge. C'est sa petite-fille, Marie-Charlotte Hippolyte de Campet de Saujon (1724-1800), qui hérita de Carles au milieu du XVIIIe siècle. La nouvelle propriétaire devient vite célèbre dans le monde intellectuel de l'époque. Elle épousa le comte de Boufflers, et fut d'abord dame de compagnie de la duchesse d'Orléans. Elle régnait en souveraine sur la société des beaux esprits qui se réunissait au Temple, dont le prince de Conti était Grand-Prieur. Maîtresse de celui-ci, on l'appelait l'Idole du Temple ou simplement l'Idole. Belle et fort intelligente, elle fréquenta et entretint une importante correspondance avec des hommes tels que Jean-Jacques Rousseau, David Hume et Gustave III de Suède. Elle reçut et protégea Mozart, Diderot, Beaumarchais, l'abbé Prévost et fut une des toutes premières françaises à bien connaître l'Angleterre. La correspondance qu'elle laisse est un excellent reflet de cette société policée, passionnée de recherche intellectuelle, très ouverte sur le monde.
À l'époque de cette grande dame, le château de Carles avait beaucoup plus fière allure qu'aujourd'hui. Sa façade nord donnait sur une vaste cour, entourée de nombreux bâtiments, communs, chapelle, orangeraie, pigeonnier, glacière... Mais la comtesse de Boufflers fut la dernière seigneur de Carles. À la Révolution, lorsque le domaine fut vendu comme bien national à un ancien procureur du Parlement de Bordeaux, Corneille Macy, tout cela fut démoli et il ne conserva que la partie la plus ancienne, remplaçant tout le reste par de la vigne.
À la fin du XIXe siècle, Guillaume Chastenet de Castaing racheta ce qui restait de ce domaine morcelé. Il acquit cette propriété beaucoup plus pour les vignes que pour le château, qui n'était à ce moment-là, plus qu'une grange. Il commença à en restaurer l'intérieur dont il décora deux pièces de carreaux de faïence provenant de maisons en démolition de Tunisie et du Maroc. C'est lui qui aménagea la terrasse Sud d’où on voit Fronsac, et par-dessus l'Isle, Pomerol, Saint-Émilion et Libourne. Il y planta les cyprès qui en font le principal ornement, renforçant ainsi le caractère un peu toscan de ce paysage. Entre les deux guerres, l'académicien Jacques Chastenet poursuivit l’œuvre de restauration. Son fils Antoine, puis aujourd'hui, le gendre de celui-ci, Stéphane Droulers, font porter l'essentiel de leurs efforts sur l'amélioration du vignoble et de la vinification.

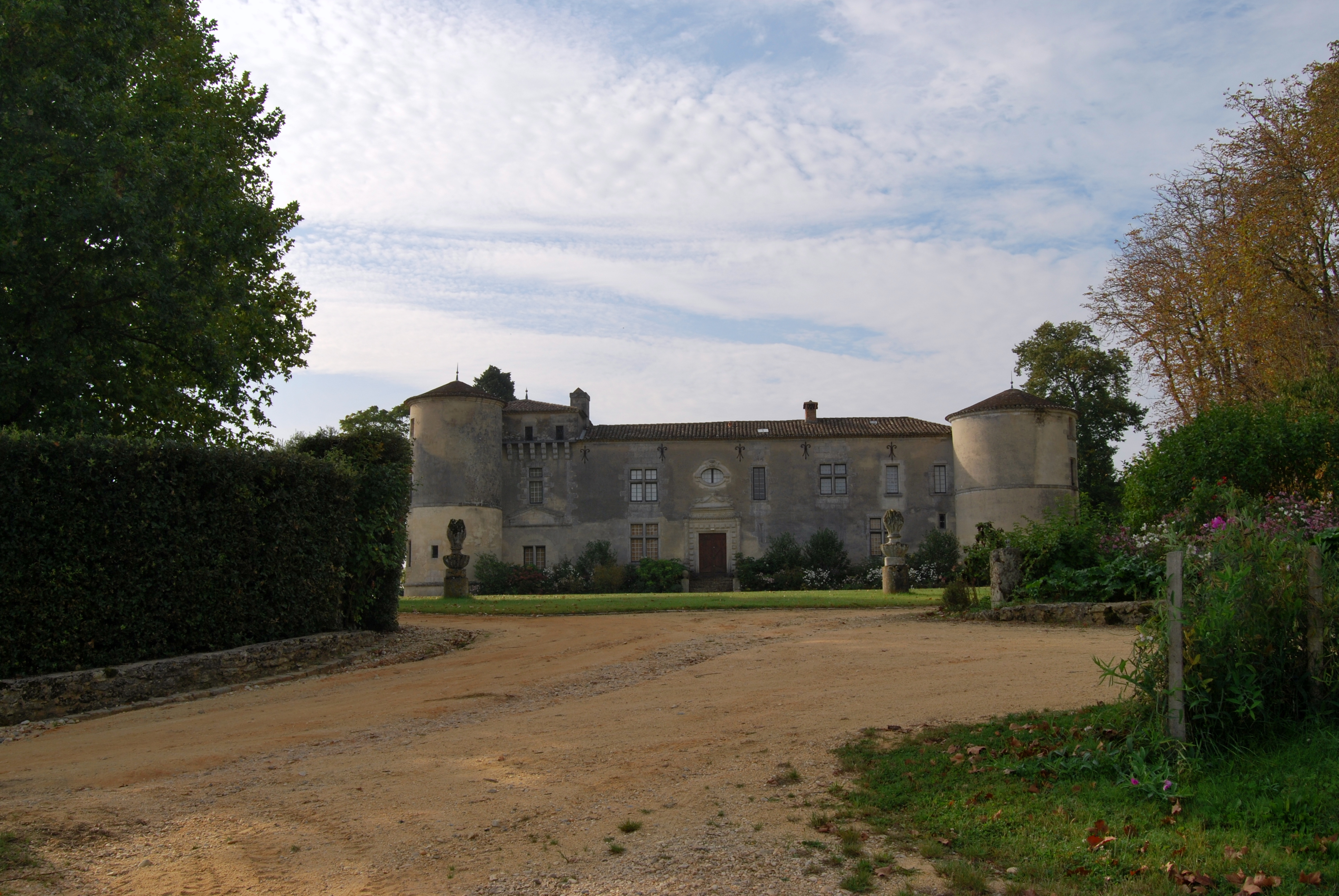
Façade nord.
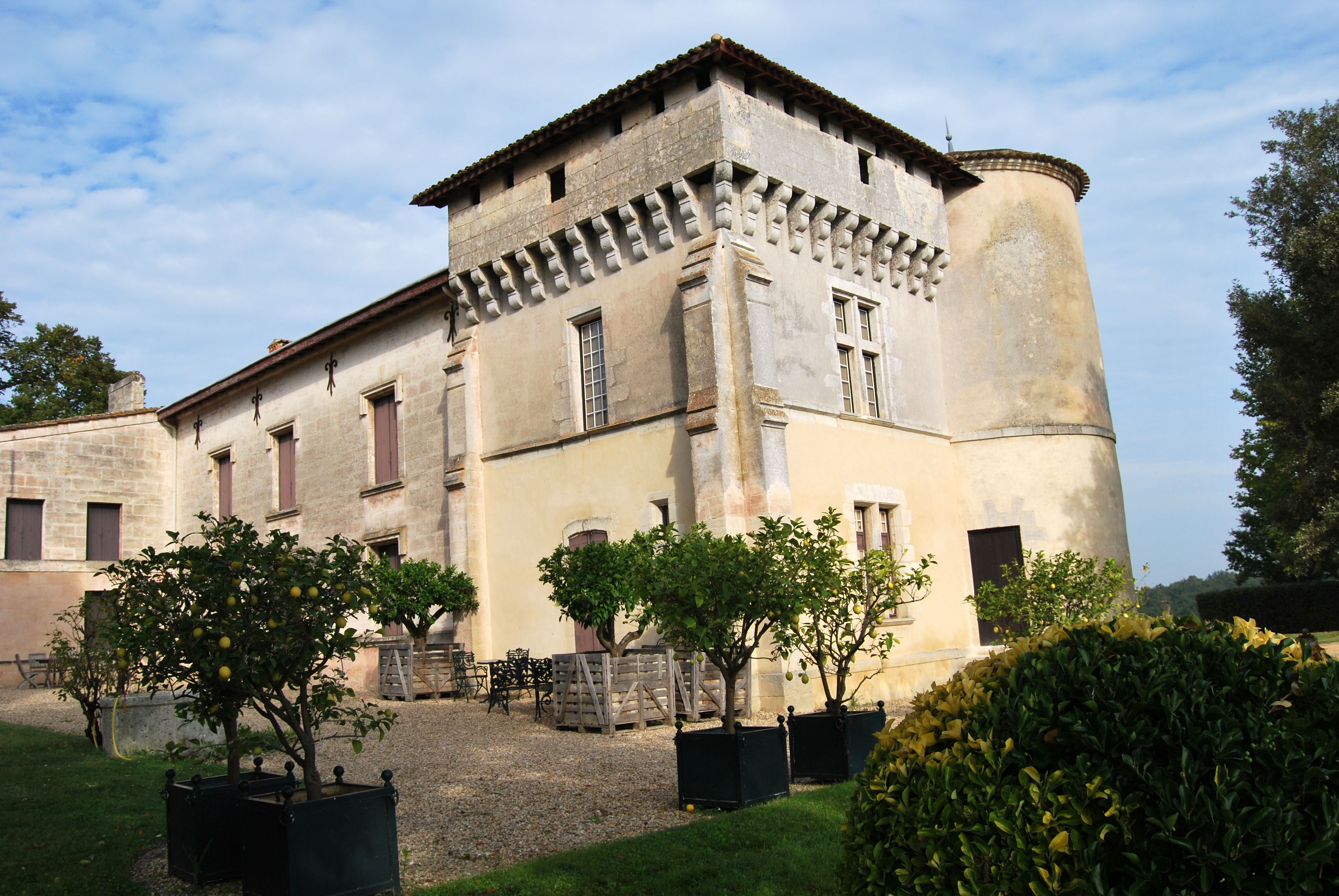
Façade sud-est.
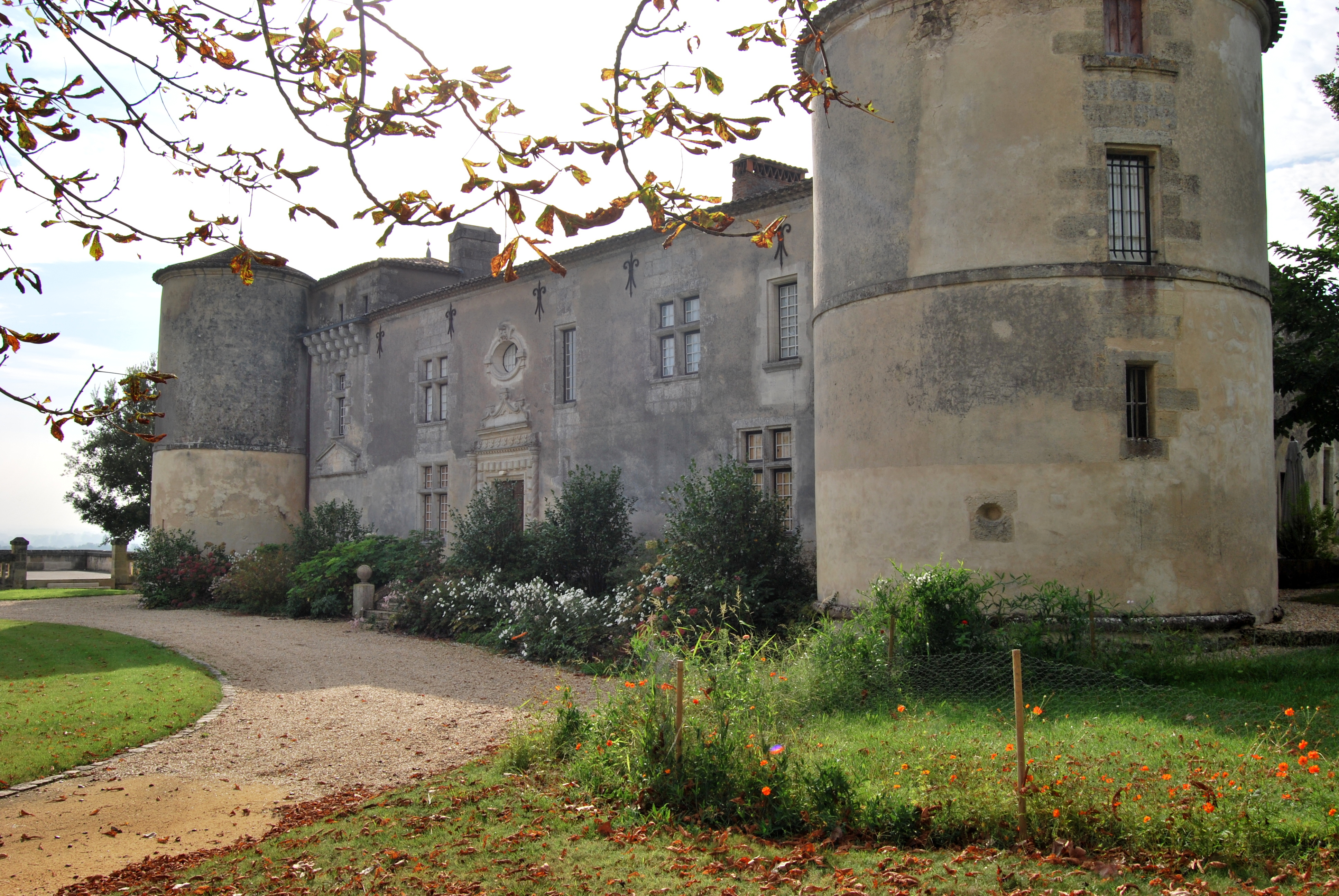
Façade nord-ouest.
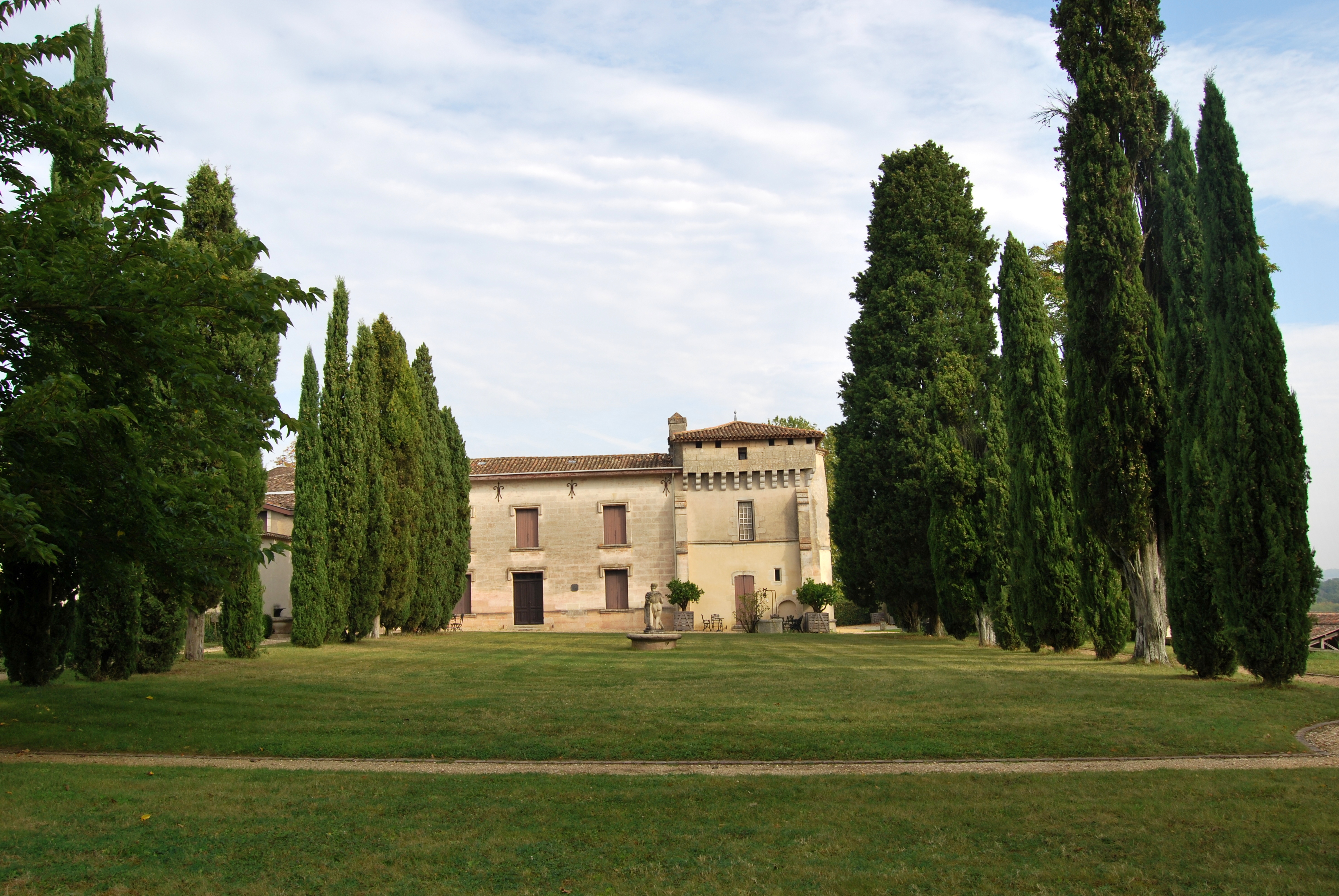
Façade sud.
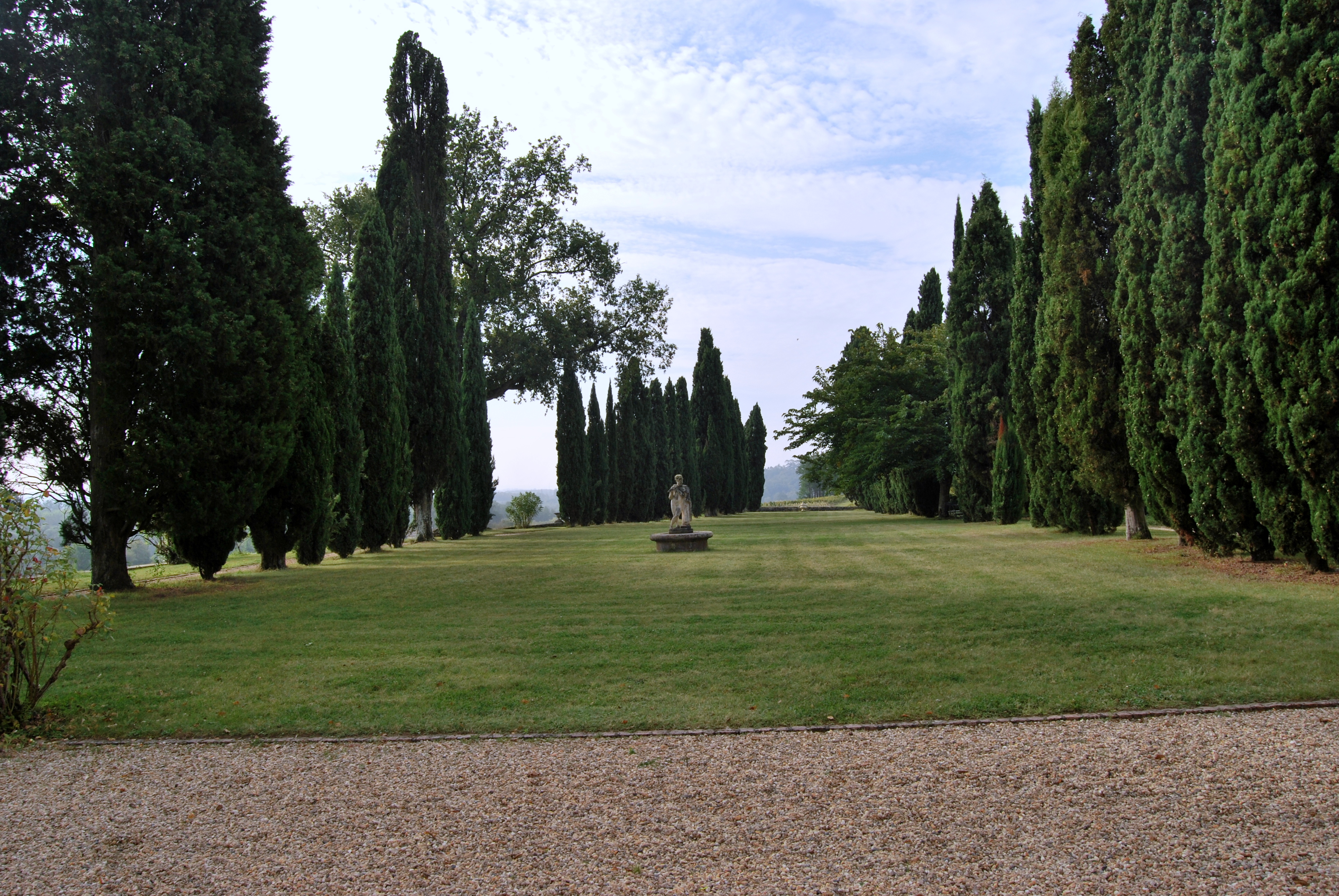
Parc.
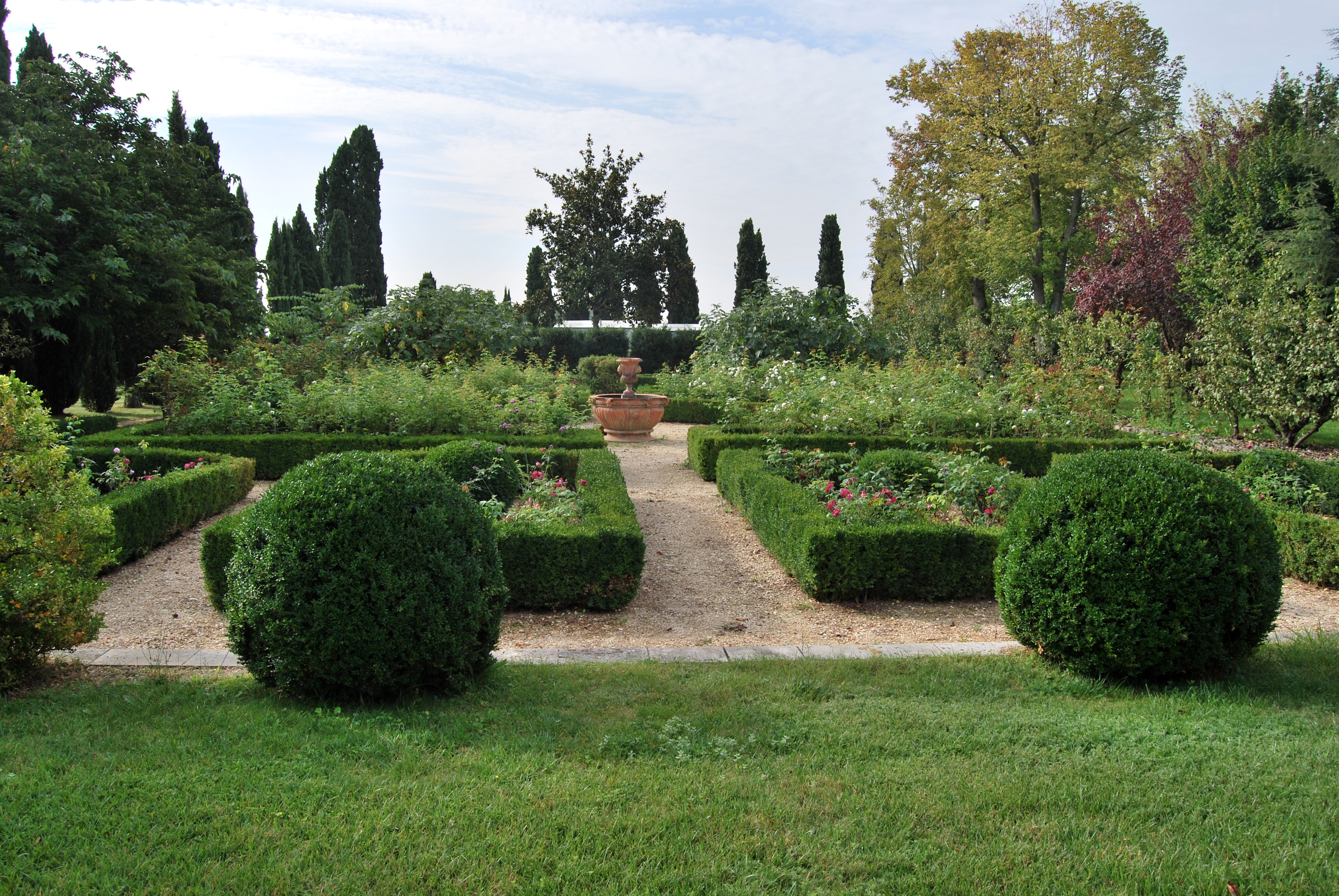
Jardin.

Le château fait l’objet d’une inscription au titre des monuments historiques depuis le 18 décembre 1991.